# Takayuki Matsumiya
Takayuki Matsumiya (Japans: 松宮隆行, Matsumiya Takayuki) (Akita, 21 februari 1980) is een Japanse langeafstandsloper. Hij was wereldrecordhouder op de 30 km en heeft diverse Japanse nationale records op zijn naam staan. Het wereldrecord liep hij op 27 februari 2005 in Kumamoto. Hij nam eenmaal deel aan de Olympische Spelen, maar won hierbij geen medailles.

## Loopbaan
Matsumiya heeft een tweelingbroer genaamd Yuko Matsumiya, die eveneens sterk is op de lange afstanden. Deze liep de 10 km in 28:03.43. In 2000 won hij de 30 km-wedstrijd van Ome in 1:31.18.
De tweelingbroers liepen hun marathondebuut in 2001 in Nobeoka. Yuko vertraagde op het 27 km punt en Takayuki hield het vol tot 37,5 km, maar moest het toen ook rustiger aan doen. Hij finishte als achttiende in een tijd van 2:18.48. Takayuki finishte als zesde op de halve marathon van Sapporo in 1:03.19.
In 2005 werd Takayuki op het wereldkampioenschap halve marathon in Edmonton elfde met een tijd van 1:02.45. Op de marathon in Otsu om het meer van Biwa behaalde hij een vijfde plaats met een tijd van 2:10.18. Een jaar later deed hij er in dezelfde wedstrijd twee seconden langer over en werd hij tweede.
In 2006 jaar veroverde Takayuki Matsumiya een gouden medaille bij de Japanse kampioenschappen op de  5000 m en de 10.000 m.
Op 15 april 2007 werd hij tweede op de Rotterdam Marathon achter Joshua Chelanga met een tijd van 2:10.04. Eerder dat jaar werd hij tweede op de halve marathon van Marugame in 1:02.11.
In 2010 werd Takayuki derde bij de marathon van Fukuoka en in 2012 werd hij zevende in de marathon van Tokio in 2:09.28. Een jaar later deed hij het in dezelfde marathon nog ietsje sneller, maar zijn eindtijd van 2:09.14, een PR, leverde hem in de eindrangschikking ditmaal slechts een negende plaats op.

## Titels
- Japans kampioen 5000 m - 2006, 2007, 2008
- Japans kampioen 10.000 m - 2006, 2007, 2008

## Persoonlijke records
Baan
| Onderdeel | Prestatie     | Datum        | Plaats         |
| --------- | ------------- | ------------ | -------------- |
| 3000 m    | 7.53,52       | 30 juli 2003 | Tallinn        |
| 5000 m    | 13.13,20 (NR) | 28 juli 2007 | Heusden-Zolder |
| 10.000 m  | 27.41,75      | 4 mei 2008   | Palo Alto      |

Weg
| Onderdeel      | Prestatie           | Datum            | Plaats    |
| -------------- | ------------------- | ---------------- | --------- |
| 15 km          | 44.00               | 13 maart 2005    | Yamaguchi |
| 20 km          | 58.29               | 13 maart 2005    | Yamaguchi |
| halve marathon | 1:01.32             | 13 maart 2005    | Yamaguchi |
| 25 km          | 1:13.14 (NR)        | 27 februari 2005 | Kumamoto  |
| 30 km          | 1:28.00 (ex-WR; NR) | 27 februari 2005 | Kumamoto  |
| marathon       | 2:09.14             | 24 februari 2013 | Tokio     |

## Palmares

### 5000 m
- 2001:  Kumamoto Meeting - 13.44,50
- 2001:  Golden Games in Nobeoka - 13.40,64
- 2005:  Golden Games- Race A in Nobeoka - 13.29,50
- 2006:  Golden Games- Race A in Nobeoka - 13.32,32
- 2006:  Japanse kamp. in Kobe - 13.41,19
- 2007:  Japanse kamp. in Osaka - 13.52,64
- 2007: 5e Nacht van de Atletiek in Heusden - 13.13,20
- 2007: 15e in series WK - 13.54,95
- 2008:  Japanse kamp. in Kawasaki - 13.47,81
- 2008: 13e in series OS - 14.20,24

### 10.000 m
- 2006:  Japanse kamp. in Kobe - 28.54,64
- 2007:  Japanse kamp. in Osaka - 28.47,37
- 2008:  Japanse kamp. in Kawasaki - 27.51,27
- 2008: 31e OS - 28.39,77

### 10 Eng. mijl
- 2002:  Karatsu - 47.24

### halve marathon
- 2001: 53e WK in Bristol - 1:04.16
- 2003:  halve marathon van Yamaguchi - 1:01.34
- 2005:  halve marathon van Yamaguchi - 1:01.32
- 2005: 11e WK in Edmonton - 1:02.45
- 2006:  halve marathon van Marugame - 1:02.13
- 2007:  halve marathon van Marugame - 1:02.11
- 2010: 7e halve marathon van Yamaguchi - 1:02.45
- 2010: 4e halve marathon van Virginia Beach - 1:03.57
- 2011: 4e halve marathon van Hakodate - 1:03.40
- 2014:  halve marathon van Shibetsu - 1:04.31

### 30 km
- 2000:  Ome-Hochi - 1:31.18
- 2003:  Kumanichi - 1:28.36
- 2005:  Kumanichi - 1:28.00

### marathon
- 2001: 18e marathon de Nobeoka - 2:18.48
- 2006:  marathon van Lake Biwa - 2:10.20
- 2007:  marathon van Rotterdam - 2:10.04
- 2007:  marathon van Lake Biwa - 2:10.03
- 2010: 23e marathon van Londen - 2:21.34
- 2010:  marathon van Fukuoka - 2:10.54
- 2011: 28e marathon van Chicago - 2:22.26
- 2012: 7e marathon van Tokio 2:09.28
- 2013: 9e marathon van Tokio - 2:09.14
- 2013: 13e marathon van Fukuoka - 2:16.16
- 2015: 17e marathon van Otsu - 2:15.41
- 2016: 12e marathon van Otsu - 2:14.58